# Xenochodaeus planifrons
Xenochodaeus planifrons är en skalbaggsart som beskrevs av Schaeffer 1906. Xenochodaeus planifrons ingår i släktet Xenochodaeus och familjen Ochodaeidae. Inga underarter finns listade i Catalogue of Life.